# Christophe Willem
Pour les articles homonymes, voir Willem.
Christophe Frédéric Durier, dit Christophe Willem, né le 3 août 1983 à Enghien-les-Bains (Val-d'Oise), est un auteur-compositeur-interprète français.
Il a été révélé par la saison 4 de l'émission Nouvelle Star en 2006, dont il est sorti vainqueur.
Il a depuis sorti six albums, qui se sont tous classés dans le Top Albums français et dont les ventes cumulées dépassent le million d'exemplaires.

## Biographie

### Enfance et débuts dans la musique
Christophe Durier, connu aujourd'hui sous le nom de Christophe Willem, grandit à Deuil-la-Barre dans le Val-d'Oise, où ses parents tiennent une auto-école. Il fait son cursus scolaire au collège puis au lycée Jean Jacques Rousseau à Montmorency. Enfant, il suit des cours de piano de sept à quatorze ans, puis se consacre au chant jazz pendant trois ans, et ensuite au gospel et au blues pendant deux ans,
D'abord décidé à suivre des études pour devenir professeur d'économie et gestion, il s'engage dans une licence en communication à l’université Paris-VIII,, tout en continuant à pratiquer le chant et la musique, notamment dans une chorale de gospel. Il y est remarqué ce qui l'amène à participer au film Alive (2004) aux côtés de Richard Anconina et Maxim Nucci, où il joue le rôle d'Henri. Pour ce tournage, il prend pour le nom d'artiste de Christophe Willem, en référence au prénom William, que ses parents avaient failli lui donner. C'est à cette période qu'il rencontre Jenifer, alors en couple avec Maxim Nucci. Le film ne lui ouvrant aucune porte, il continue alors ses études en licence de communication à l'université Paris-VIII, et est en même temps surveillant au lycée de Montmorency, au collège Jacques Monod où il donne des cours de chant.

### Nouvelle Star
C'est en novembre 2005 qu'il tente de participer à Nouvelle Star sur M6, poussé par sa sœur Sandrine qui l'inscrit au casting de Toulouse, après avoir constaté que le casting de Paris était complet. Étiqueté du numéro « 15 000 », il interprète Strong Enough de Des'ree et y gagne d'emblée le surnom « La Tortue », donné par Marianne James en référence à sa façon de se tenir et son pull à rayures vertes.
Après avoir passé les épreuves de sélection avec 25 000 candidats, il se retrouve au pavillon Baltard aux côtés des quatorze autres apprentis chanteurs. Lors de la première émission en direct, il interprète Sunny et s'installe comme le clou de la soirée pendant les neuf directs suivants, où il est systématiquement le dernier candidat à passer. Lors des directs, il réalise l'exploit de n'obtenir que des votes bleus du jury, à l'exception d'un vote rouge ironique donné par Marianne James uniquement pour lui « faire connaître la sensation d'un rouge ». L’interprète enregistre le titre collectif J'irai chanter aux côtés notamment de Gaël Faure, Cindy Santos et Miss Dominique sur le label Sony BMG. Écrite par Marie-Jo Zarb, Laura Marciano et Simon Caby, la chanson atteint la 8e place des classements français, ainsi que la 19e place en Belgique francophone et la 35e place du classement suisse.
Au bout des dix semaines du jeu télévisé, il est désigné « Nouvelle Star 2006 » face à l'autre finaliste, Miss Dominique, le 8 juin 2006. Christophe devient alors Christophe Willem, reprenant le nom d'artiste qu'il avait déjà utilisé dans le générique du film Alive. En juillet, le titre Sunny sort en single et se hisse jusqu'à la 3e place du Top 50 français.

### 1eralbumInventaire: 2007-2008
Le premier album, Inventaire, sort le 16 avril 2007. Quelques jours plus tard, M6 diffuse le documentaire Une tortue nommée Christophe Willem, réalisé par Christophe Dubreuil et Géraldine Germanaud qui ont suivi le chanteur pendant près de dix mois. Pour son album , il collabore avec Zazie, Philippe Katerine, Bertrand Burgalat ou encore Valérie Lemercier, et signe lui-même la musique de Chambre avec vue et de Des nues, écrits en 2003. Après avoir envoyé en radio le titre Élu produit de l'année, sort le single Double je, qui se hisse numéro un en France et en Belgique, et devient la meilleure vente de l'année 2007 en France.
L'album sera le quatrième le plus vendu en France en 2007, et reçoit un triple disque de platine en France par la SNEP avec plus de 900 000 exemplaires vendus,. Suivront deux autres extraits : Jacques a dit et le double single Quelle chance/September. Ce dernier est une reprise du titre September d'Earth, Wind and Fire et a été enregistré en décembre 2007 pour la bande originale du film Disco de Fabien Onteniente, de même que la reprise de Heartbreaker de Dionne Warwick,. Une version acoustique de l'album sort en décembre 2017 et se place elle aussi à la 22e place du classement français.
Christophe Willem remporte alors plusieurs récompenses : Révélation et Album de l'année aux NRJ Music Awards 2008, Chanson de l'année aux Victoires de la Musique, meilleur artiste français aux World Music Awards.
Sa première tournée se déroule du 15 novembre 2007 au 20 juillet 2008 en France, où elle passe notamment au Bataclan, à l'Olympia, au Zénith de Paris et à La Cigale, ainsi qu'en Belgique, en Suisse, mais aussi en Nouvelle-Calédonie. Un DVD live, Fermeture pour rénovation, paraît le 12 mai 2008, présentant le concert à La Cigale.
Le 13 septembre 2008, Christophe Willem est l'un des nombreux artistes à rendre hommage au ténor Luciano Pavarotti au parc de Saint-Cloud, où il interprète One de U2. Il participe également au concert et à l'album live Le concert des Grands Gamins au Zénith, enregistré le 1er décembre 2008 et dont le bénéfice est versé à l'association Sol en si pour aider les enfants atteints du sida. Finalement, à la fin de l'année 2008, il fait une apparition dans le clip FM Air de Zazie.

### Caféineet X-Factor: 2009-2011

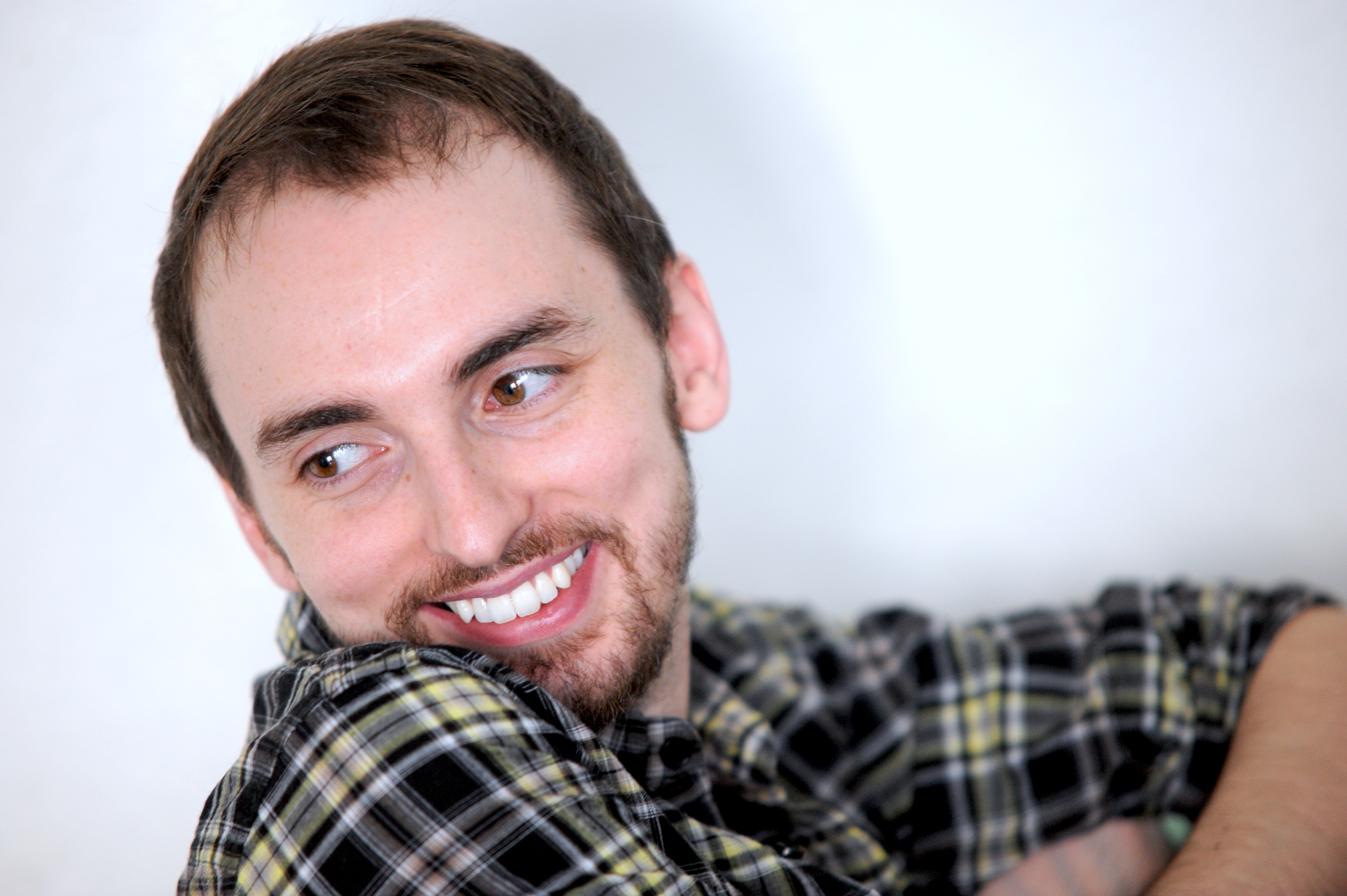
Christophe Willem, le 24 mai 2009 à Paris.

Christophe Willem interprète le titre Monopolis lors d'une émission anniversaire des 30 ans de Starmania, diffusée le 24 avril 2009 sur France 2.
Son deuxième album Caféine sort le 25 mai 2009. Classé numéro un des ventes en France avec 44 000 exemplaires vendus durant la première semaine, il recevra un disque de platine pour ses 300 000 ventes,, porté par les singles Berlin, Plus que tout, Heartbox et Entre nous et le sol. Sur Caféine figure également le titre Sensitized, apparu dans sa version originale sur l'album X de Kylie Minogue, et qui a été ré-enregistré en tant que duo entre Christophe Willem et la chanteuse australienne.
Après avoir reçu les récompenses pour l'Artiste de l'année et l'Album de l'année pour Caféine aux NRJ Music Awards 2010, il commence en 2010 sa deuxième tournée baptisée Le Coffee Tour. En avril 2010 sort la version anglophone de Caféine, intitulée Heartbox et publié sous le nom de Willem
,. En octobre, il subit une défaite judiciaire contre la société de gestion 19 Entertainment, détenteur du concept de la Nouvelle Star. Il avait rompu son contrat avec cette entreprise, arguant qu'il était abusif, mais celle-ci refusait de le renégocier,.
Au printemps 2011, il intègre le jury de la seconde saison de l'émission X Factor, aux côtés de Henry Padovani, Véronic DiCaire et Olivier Schultheis. L'émission est diffusée sur M6 en France et sur RTL-TVI en Belgique.

### Prismophonic: 2011-2013

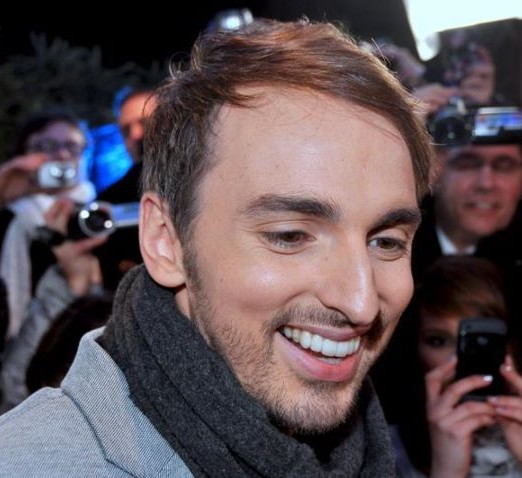
Le chanteur en 2012

En septembre 2011 paraît Cool, premier extrait de son troisième album Prismophonic, qui a été enregistré à Londres et sort le 21 novembre 2011. Sur cet album, il collabore notamment avec Zaho pour l'écriture et Steve Anderson, producteur de Kylie Minogue, pour la musique. Kylie Minogue signe d'ailleurs le texte du titre Pas si loin.
L'album est certifié disque de platine,, pour 90 000 exemplaires vendus,. En janvier, Si mes larmes tombent sort en tant que deuxième extrait. Alors que paraît un troisième extrait, Starlite, il entame au mois de mai à l'Olympia sa troisième tournée, Willem Sessions qui se termine en mars 2013.
La version anglaise de Prismophonic, intitulée Love Shot Me Down, sort à l'internationale en décembre 2012 et en France en janvier 2013. Le single du même nom est la traduction anglaise de la chanson L'amour me gagne.
Au printemps 2012, il interprète Pour ne pas vivre seul en duo avec Dalida, extrait de l'opus hommage Depuis qu'elle est partie/Ils chantent Dalida. En novembre, il chante également en duo sur la chanson What Did I Do de Sophie Delila. Il a également soutenu Jenifer dans son rôle de coach, dans la préparation des candidats, durant les « battles » lors de la deuxième saison du télé-crochet The Voice.
En 2013, il interprète deux titres dans l'album de reprises Génération Goldman, où il reprend Je marche seul et Il y a, avec Zaho. Un peu plus tard, il reprend L'Amour brille sous les étoiles et Hakuna matata en compagnie de Al.Hy, Joyce Jonathan, Camille Lou, Olympe, Rose et Zaho, pour la compilation à succès We Love Disney. Sur l'album de reprises de chansons de France Gall de Jenifer, Ma déclaration, sorti en juin 2013, il participe en duo sur Ça balance pas mal à Paris. L'année suivante pour l'album Kiss & Love à l'occasion des 20 ans de Sidaction, il reprend Fais-moi une place en duo avec Maurane.

### Paraît-il: 2014-2016

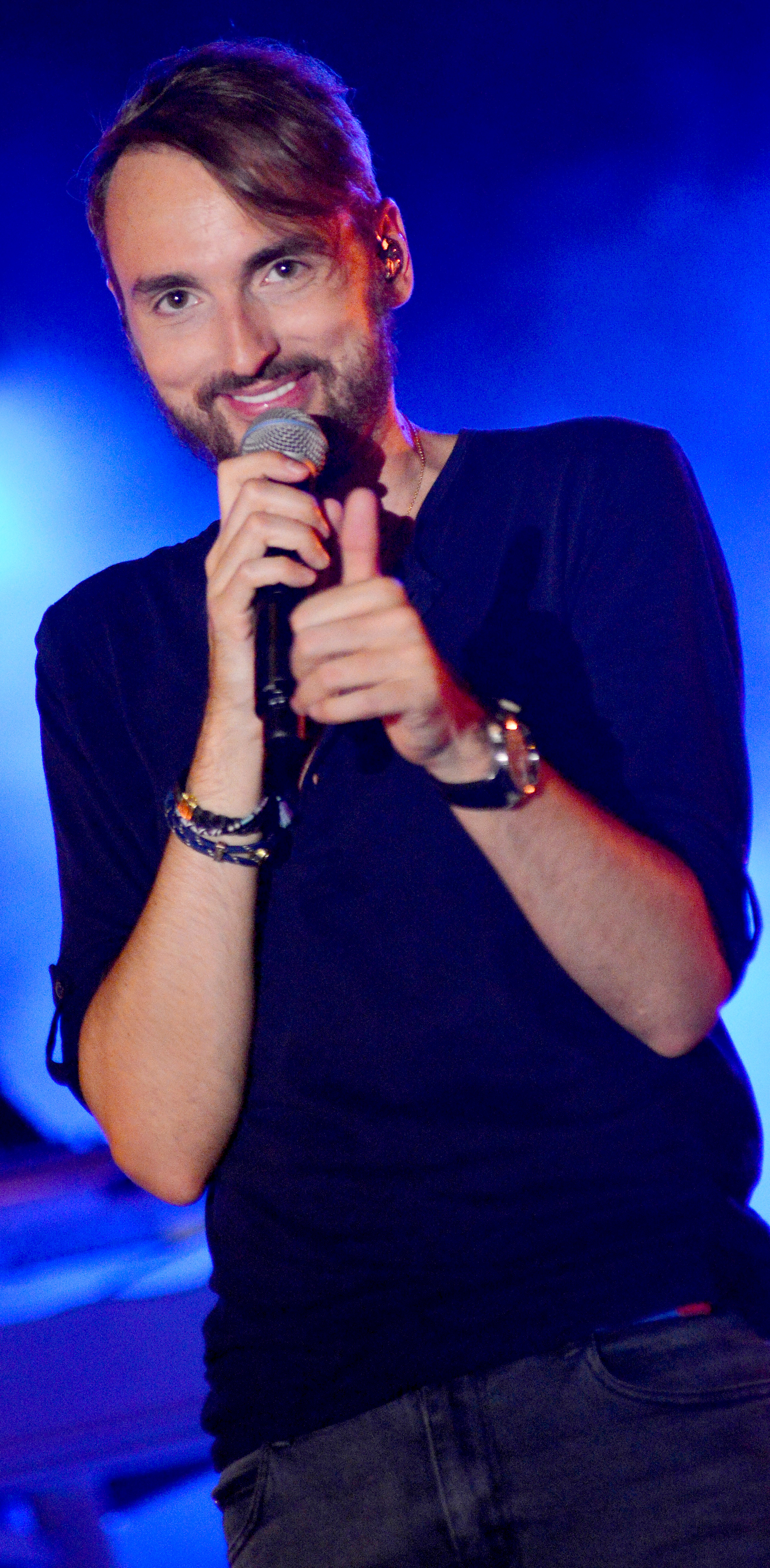
Christophe Willem en 2015.

L'album Paraît-il, paru le 1er décembre 2014, est soutenu par le single Le chagrin. écrit par Carla Bruni et Fredrika Stahl,. Sur ce titre, Christophe Willem revient avec un son plus doux et plus élaboré au piano. Le deuxième extrait, L'été en hiver, est écrit entre autres par Zazie, alors que Jean-Jacques Goldman signe, respectivement co-signe, les troisièmes et quatrièmes extraits Après toi et Nous nus,.
L'album est certifié disque d'or en un mois pour un peu plus de 50 000 exemplaires vendus,.
L'année 2015 est vouée à des concerts et à la promotion de l'album sur scène. Il commence la tournée Les nuits Paraît-il dans 11 lieux insolites, dont le pic du Midi, l'Institut du monde arabe, le mont Saint-Michel et l'Atomium. Cette tournée est retransmise le 18 juin dans 150 salles de cinémas de France, Belgique et Suisse.
Christophe Willem participe aussi à l'émission Sauvons nos trésors, diffusée le 19 septembre 2015 sur France 2, dans laquelle il chante dans plusieurs lieux historiques[réf. nécessaire]. Peu avant, il avait déjà donné un concert gratuit dans l'église Saint-Amé de Plombières-les-Bains afin de récolter des dons pour favoriser la réfection de l'édifice religieux L'année suivante, en juin 2016, il participe à l'émission Les Grosses Têtes présentée par Laurent Ruquier sur RTL.

### Rioet projets divers: 2017-2020
Sur initiative de l'Organisation internationale de la francophonie, Christophe Willem, le rappeur et chanteur français Black M et la chanteuse malienne Inna Modja chantent Tu sais, l'hymne officiel de la Francophonie à l'occasion des jeux olympiques d'été de 2016 à Rio de Janeiro. La chanson est composée par le musicien camerounais Manu Dibango et écrite par le rappeur franco-congolais Passi.
En même temps, Christophe Willem entame la production de son cinquième album en français. Ensemble avec Aurélien Mazin, il compose les mélodies, avant de partir à Rio pour chanter l'hymne produite pour l'occasion dans les maisons olympiques
francophones. Dans la ville brésilienne, il trouve l'inspiration pour les textes de son futur album,, qu'il compose soit tout seul, soit avec d'autres, comme Zazie et Igit. Rio paraît le 29 septembre 2017 et mélange électro-pop avec ballades.
Le premier extrait, Marlon Brando bénéficie d'un clip rappelant le film The Truman Show. Bien que ce premier extrait arrive encore à se positionner à la 25e place du Ultratop 50 Singles de la Belgique francophone, les extraits suivants, Rio, Madame et Restart n'ont pas le succès escompté. Le titre Madame est un hommage à Latifa Ibn Ziaten, la mère d'Imad Ibn Ziaten, premier militaire assassiné à Toulouse par le terroriste Mohammed Merah en 2012,. L'album se vend nettement moins bien que ces prédécesseurs et est qualifié d'échec commercial par la presse
,,,, malgré le fait qu'il se vende à 40 000 examplaires,.
En 2017, Christophe Willem a également donné le concert Message personnel, ensemble avec le pianiste Yvan Cassar, aux Francofolies, à l'occasion du 25e anniversaire du décès de Michel Berger,. Le 23 septembre 2017, il présente aux côtés de Nolwenn Leroy et Chantal Ladesou l'émission Les Copains d'abord en Bretagne sur France 2 et il participe fin 2017 à l'émission 69 minutes sans chichi sur la chaine belge de la RTBF. Après une résidence à la salle parisienne Les Étoiles, du 30 septembre au 5 novembre 2017, une tournée, commencée en mars 2018, est programmée jusqu'au printemps 2019.
En janvier 2018, il est un des trois jurés composant le jury français de l'émission Destination Eurovision sur France 2 et qui désigne la chanson qui représente la France à l'Eurovision 2018. En mai, il est commentateur, aux côtés de Stéphane Bern, lors de la finale de l'Eurovision, et en décembre, il est une des plus de 70 célébrités qui se mobilisent à l'appel de l'association Urgence Homophobie en apparaîssant dans le clip de la chanson De l'amour. En janvier 2019, il participe à nouveau à l'émission Destination Eurovision aux côtés de Vitaa, André Manoukian et Garou.

### The Voice BelgiqueetPanorama: 2021-2024
À partir du 28 décembre 2021, il est juré à la dixième saison de The Voice Belgique.
Christophe Willem admettra plus tard qu'il a très mal vécu l'échec relatif de son précédent album Rio. Ayant traversé une crise existentielle, il a songé à mettre un terme à sa carrière de chanteur. Lors du confinement lié à la pandémie de Covid-19, il emménage chez ses parents et se remet en question,,,. Il met cinq ans avant de produire son sixième album francophone, intitulé Panorama et publié en septembre 2022. Il s'agit du premier album pour lequel Christophe Willem n'a pas contribué de textes.
PS : Je t'aime, le premier extrait écrit et composé par Slimane et Yaacov et Meïr Salah, était déjà sorti en avril 2022. Malgré le fait qu'il ne se positionne pas dans le Top 50 français, il rencontre un grand succès et sera certifié disque de platine en France pour 30 000 000 équivalents streams,, ainsi que disque d'or en Belgique,. Dans le clip de la chanson, l'actrice Silvie Laguna reprend son rôle de psychologue qu'elle incarnait dans le clip Double je en 2007.
Deux autres extraits suivent: J'tomberai pas et Je tourne en rond. Le premier bénéficie d'un clip tourné par Pablo Padovani, le chanteur du groupe de rock français Moodoïd, et le dernier, écrit et composé par Elia Taïeb, est une nouvelle version remixée d'un titre déjà inclus sur l'album.
L'album se classe 6e des ventes en France et 2e des ventes en Belgique en première semaine et est certifié disque d'or en France au début de 2024. De janvier à avril 2023, Christophe Willem part en tournée en France et en Belgique, avec des dates supplémentaires à partir d'octobre 2023 jusqu'à l'été 2024. Une nouvelle chanson inédite, Comme un pantin, à nouveau signée par Slimane, est publiée en octobre 2023. À l'été 2023, il devient "coach" assistant lors de la saison 9 de The Voice Kids et à partir de janvier 2024, il reprend son rôle de juré dans la onzième saison de The Voice Belgique.
En juin 2023, il apparaît dans un épisode de la série télévisée Scènes de ménages, interprétant son propre rôle. Il avait déjà fait quelques apparitions l'année précédente.

### Participation aux Enfoirés
En 2008, il rejoint la troupe des Enfoirés afin de soutenir la récolte de fonds pour Les Restos du Cœur. Il fait partie des principaux artistes, ayant participé chaque année à l'exception de 2012 et 2022.

### Vie privée
Christophe Willem habite à Deuil-la-Barre dans le Val-d'Oise, son département natal, après avoir vécu à Paris de 2006 à 2010,,.
Dans une interview en 2022, il affirme se définir comme queer, ayant déjà répondu par le passé qu'il pouvait « tomber amoureux de garçons comme de filles », même s'il est agacé par les questions sur son orientation sexuelle,. Il évite de discuter en public de sa situation amoureuse ou de partager des détails sur ses partenaires.

## Discographie

### Albums live
- 2007 : Inventaire tout en acoustic
- 2015 : Les nuits paraît-il

### Singles
- 2006 : Sunny
- 2007 : Élu produit de l'année
- 2007 : Double je (Remix)
- 2007 : Jacques a dit
- 2008 : Quelle chance/September
- 2009 : Berlin
- 2009 : Plus que tout
- 2009 : Heartbox
- 2010 : Entre nous et le sol
- 2010 : Sensitized
- 2011 : Cool
- 2012 : Si mes larmes tombent
- 2012 : Starlite
- 2012 : L'amour me gagne / Love Shot Me Down
- 2012 : What Did I Do (avec Sophie Delila)
- 2014 : Le chagrin
- 2014 : L'Été en hiver
- 2015 : Après toi
- 2015 : Nous nus
- 2016: Tu sais (Black M, Christophe Willem et Inna Modja feat. Manu Dibango)
- 2017 : Marlon Brando
- 2017 : Rio
- 2018 :  Madame
- 2018 :  Restart
- 2022 : PS : Je t'aime
- 2022: J'tomberai pas
- 2023: Je tourne en rond (Single Mix)
- 2023 : Comme un pantin

### DVD Musical
- 2008 : Fermeture pour rénovation
- 2015 : Les nuits paraît-il

### Tournées
- 2007-2008 : Inventaire Tour
- 2010 : Coffee Tour
- 2012-2013 : Willem Sessions Tour
- 2015-2016 : Les Nuits Paraît-il Tour
- 2017 : Christophe Willem campe aux Étoiles (14 dates)
- 2018-2019 : Rio Tour (50 dates)
- 2023-2024 : Panorama Tour

## Liste des récompenses et nominations de Christophe Willem

### NRJ Music Awards
| Année | Travail nommé     | Catégorie                    | Résultat   |
| ----- | ----------------- | ---------------------------- | ---------- |
| 2008  | Christophe Willem | Révélation francophone       | Lauréat    |
| 2008  | Inventaire        | Album francophone            | Lauréat    |
| 2008  | Double Je         | Chanson francophone          | Nomination |
| 2010  | Christophe Willem | Artiste masculin francophone | Lauréat    |
| 2010  | Caféine           | Album francophone            | Lauréat    |

### World Music Awards
| Année | Travail nommé     | Catégorie        | Résultat |
| ----- | ----------------- | ---------------- | -------- |
| 2007  | Christophe Willem | Artiste français | Lauréat  |

### Victoires de la musique
| Année | Travail nommé             | Catégorie            | Résultat   |
| ----- | ------------------------- | -------------------- | ---------- |
| 2008  | Inventaire                | L'album révélation   | Nomination |
| 2008  | Double Je                 | La chanson originale | Lauréat    |
| 2008  | Double Je                 | Clip vidéo           | Nomination |
| 2009  | Fermeture pour rénovation | DVD Musical          | Nomination |

## Filmographie

### Cinéma
- 2003 : Colin-maillard, court-métrage de Marc Andreoni
- 2004 : Alive, film franco-belge de Frédéric Berthe : Henri (rôle) + participation à la bande originale
- 2020 : Chacun chez soi, film français de Michèle Laroque : un pâtissier

### Télévision
- 2008 : Off Prime : Christophe Willem (Saison 1, épisode 6 : Retrouvez Christophe Willem !)
- 2020 : I Love You coiffure de Muriel Robin : Bruno (sketch Sacha)
- 2022 : Scènes de ménages : Christophe, un ami de Léo et Leslie
- 2022 : Tous Inconnus : participant
- 2023 : Scènes de ménages : Fête de la musique : lui-même

## Émissions de télévision
- 2006 : Saison 4 de Nouvelle Star sur M6 : gagnant
- 2011 : Saison 2 de X Factor sur M6 : juré
- 2013 : Saison 2 de The Voice, la plus belle voix sur TF1 : co-coach[46]
- 2015 : RFM Music Show, sur D8 et D17 : animateur avec Justine Fraioli[102]
- 2017 : Les Copains d'abord sur France 2 : animateur avec Chantal Ladesou et Nolwenn Leroy[74]
- 2018 et 2019 : Destination Eurovision sur France 2 : juré[77]
- 2018 : Concours Eurovision de la chanson : commentateur 
  - demi-finales sur France 4, avec André Manoukian
  - finale sur France 2, avec Stéphane Bern et Alma
- 2021-2022 : Saison 10 de The Voice Belgique sur RTBF : juré ("coach")[79]
- 2023 : Saison 9 de The Voice Kids sur TF1 : co-coach[91]
- 2024 : Saison 11 de The Voice Belgique sur La Une : juré ("coach")[92]